# 贝尔蒙特德格拉西安
贝尔蒙特德格拉西安，是西班牙阿拉贡自治区萨拉戈萨省的一个市镇。 总面积44平方公里，总人口246人（2001年），人口密度6人/平方公里。